# Ron King
Ron King (Louisville, 11 luglio 1951) è un ex cestista statunitense, professionista nella ABA.

## Carriera
Venne selezionato dai Golden State Warriors al quarto giro del Draft NBA 1973 (63ª scelta assoluta).